# Allen Strange
Allen Strange (Calexico, Californië, 26 juni 1943) is een Amerikaans componist en muziekpedagoog.

## Levensloop
Strange studeerde compositie bij Michalsky aan de California State University - Fullerton, waar hij zijn Bachelor of Music en zijn Master of Arts in 1967 behaalde. In 1967 en 1968 alsook in 1970 en 1971 studeerde hij bij Erickson, Partch, Gaburo en Oliveros compositie en elektronische media aan de Universiteit van Californië in San Diego.
Hij kreeg een studiebeurs van de San José State University Foundation in 1969 en 1974, om verder research te doen in elektronische muziek. In 1970 werd hij professor en directeur van de elektronische muziek studio's van de San José State University in  San Jose. In 1973 werkte hij aan Chowning's music seminar aan het Artificial Intelligence Center van de Stanford-universiteit. 
Strange geldt als een van de autoriteiten op het gebied van analoge elektronische muziek, zijn boek Electronic Music: Systems, Techniques, and Controls uit 1972 is inmiddels een klassieker. 
Stange is medeoprichter van twee performance groepen:Biome (1967-1972) en  het Electronic Weasel Ensemble. Van 1993 tot 1998 was hij president van de International Computer Music Association, hij doceerde in dit vakgebied over de hele wereld. Samen met zijn vrouw Patricia publiceerde hij de methode The Contemporary Violin: Extended Performance Techniques. 
Als componist schrijft hij voor live elektronik instrumentaal ensembles, voor live en tevoren opgenomen elektronische instrumenten met zangstemmen en muziekinstrumenten en voor het theater. De meeste van zijn werken vragen een grote technische vaardigheid van de muzikant, die vanzelfsprekend ook geïnteresseerd moet zijn in lineaire toon-systemen zoals in The Hairbreath Ring Screamers (1969) of Second Book of Angels uit 1979. Zijn toneelwerken combineren verschillende media inclusief film, folianten en licht-effecten.

## Composities

### Werken voor orkest
- 1973 Charms, voor strijkorkest
- 1973 More Charms; voor strijkorkest

### Werken voor harmonieorkest
- 1973 Rockytop Screamers and Other Scapes, voor harmonieorkest

### Muziektheater
- 1979 Uncle Erhard, voor kinderen theater
- 1979 Jack and the Beanstalk
- 1981 The Ghost Hour, audio-drama (samen met: Robert Jenkins)
- 1991 Popol Vuh, opera  - gebaseerd op de Mayan Myths of Creation
- 1994 Elemental Vamp, cabaret voor video en elektronische klanken - naar een gedicht van James S. Dorr

### Werken voor koren
- 1972 Rainbow Rider, voor vier gemengde koren

### Vocale muziek
- 1992-1993 You've Come a Long Way Baby, voor vier zangstemmen, live processing en door een computer gestuurde instrumenten
- 2001 The King of Handcuffs, voor tenor solo en kamerensemble

### Kamermuziek
- 1972 Chamberpiece, voor klein ensemble
- 1978 Star Salon Strikers and Screamers Last Witness, voor vier slagwerkers en strijktrio
- 1982 "Four Pages" from Saturn and the Seven Ladies, voor gemengd ensemble
- 2001 Points of Departure: The Harlem Variations, voor altsaxofoon solo
- 2001 Points of Departure: The Midnight Variations, voor flügelhoorn solo
- 2003 Spring Dancers, voor strijkkwartet
- 2003-2004 Fancy Dances, voor hoornkwartet, of fagotkwartet, of trompetkwartet of saxofoonkwartet
- 2004 Shivaree, voor saxofoon-ensemble (2 sopraansaxofonen , 2 altsaxofonen, 2 tenorsaxofonen, baritonsaxofoon, bassaxofoon) en vijf slagwerkers
- 2005 Time and Again, voor saxofoon-oktet

### Werken voor piano
- 1983 Moon Plus Moon [Piano Book], voor 1 of meerdere piano's
- 1997 The Third Book of Angels: Lucifier's Hammer for disclavier

### Werken voor slagwerk
- 1980 Beamer: Building of the Beast, voor slagwerkensemble

### Elektronische muziek
- 1970 Vanity Fair, voor acteur en elektronische klanken
- 1970 The Hairbreath Ring Screamers, voor dwarsfluitensemble en geluidsband
- 1972 Concord Gardens, voor geluidsband
- 1972 The Doug Meyers' Playing Flute, voor dwarsfluit en geluidsband
- 1972 First Book of Angels, voor strijkkwartet en geluidsband
- 1972 Switchcraft, voor contrabas, dwarsfluit en elektronics
- 1973 Mora Speculum, voor acteurs en geluidsband
- 1974 The Second Book of Angels, voor strijkkwartet en geluidsband
- 1979 Palace, voor solo viool, geluidsband en gemengd theater
- 1981 Music of Do's
- 1985 No Dead Horses on the Moon, voor film en geluidsband
- 1985 Notes from Underground, voor gemengd koor en geluidsband
- 1987 Velocity Studies I: Slide, voor viool en tevoren opgenomen media
- 1989 Velocity Studies II: Twitter, voor klavecimbel en tevoren opgenomen media
- 1991 Velocity Studies III: Rip, voor piano en tevoren opgenomen media
- 1993 The Werebeing Split Personality Jazz, voor acteur en digitaal media
- 1993 Velocity Studies IV: Flutter, voor altsaxofoon en tevoren opgenomen media
- 1994 Sleeping Beauty, voor geprepareerd viool en door een computer gestuurde instrumenten
- 1994 Shaman, voor geprepareerd viool en door een computer gestuurde instrumenten
- 1999 Gargoyles, voor kamerensemble en tevoren opgenomen media
- 2000 Strike Up the Band, voor slagwerkers en verwanten en geheime klanken

## Publicaties
- Allen Strange samen met Patricia Strange: The Contemporary Violin: Extended Performance Techniques, Scarecrow Press, 2001
- Allen Strange: Electronic Music: Systems, Techniques, and Controls, McGraw-Hill, 1972, 1976, and 2000
- Allen Strange: Programming and Meta-Programming the Electro-Organism, Berkeley, California, Buchla and Associates, 1974